# 毛文超
毛文超（英語：Charlwin Mao, 1985年—）是一位中国企业家，小红书首席执行官。

## 生平
1985年出生于湖北武汉，毕业于武汉市第一中学，2007年获得上海交通大学机械电子专业学士学位。毕业后进入貝恩策略顧問任职，2009年加入私募基金公司，2011年赴美留学，2013年获得斯坦福大学工商管理硕士学位。同年6月返回中国，和好友瞿芳共同创立小红书。

## 荣誉
2020年被《财富中文网》选为“中国40位40岁以下的商界精英”。